# 網襪
網襪是一種編織成像網狀的襪子，普遍由女性穿著。網襪大多是穿到大腿或是做成像褲襪穿到腰部，和一般絲襪相似，但也有的是做成連身網襪，從腳底覆蓋到頸部下方。一般常見的網襪為黑色，而其他顏色也相當多，穿的大多是年輕女生；通常一整雙都是同一顏色，很少有五顏六色的網襪。除了顏色，網格的大小也是變化的重點，小網格的襪子通常是單獨穿著，若要再和其他絲襪搭配，以大網格為主。
一般來說，女性穿著涼鞋搭配網襪會比搭配絲襪普遍。網襪時常被當作龐克風格的代表配件，現在的流行服飾也常常運用網襪來搭配，例如先穿上絲襪再套上網襪，且要以反差色搭配（如藍色褲襪搭配橘色網襪），讓腿部的視覺突出。
由於網襪被視為性感的服飾，所以往往讓人有性幻想，許多色情行業從業者和成人影片女性演員會穿著。

## 图集

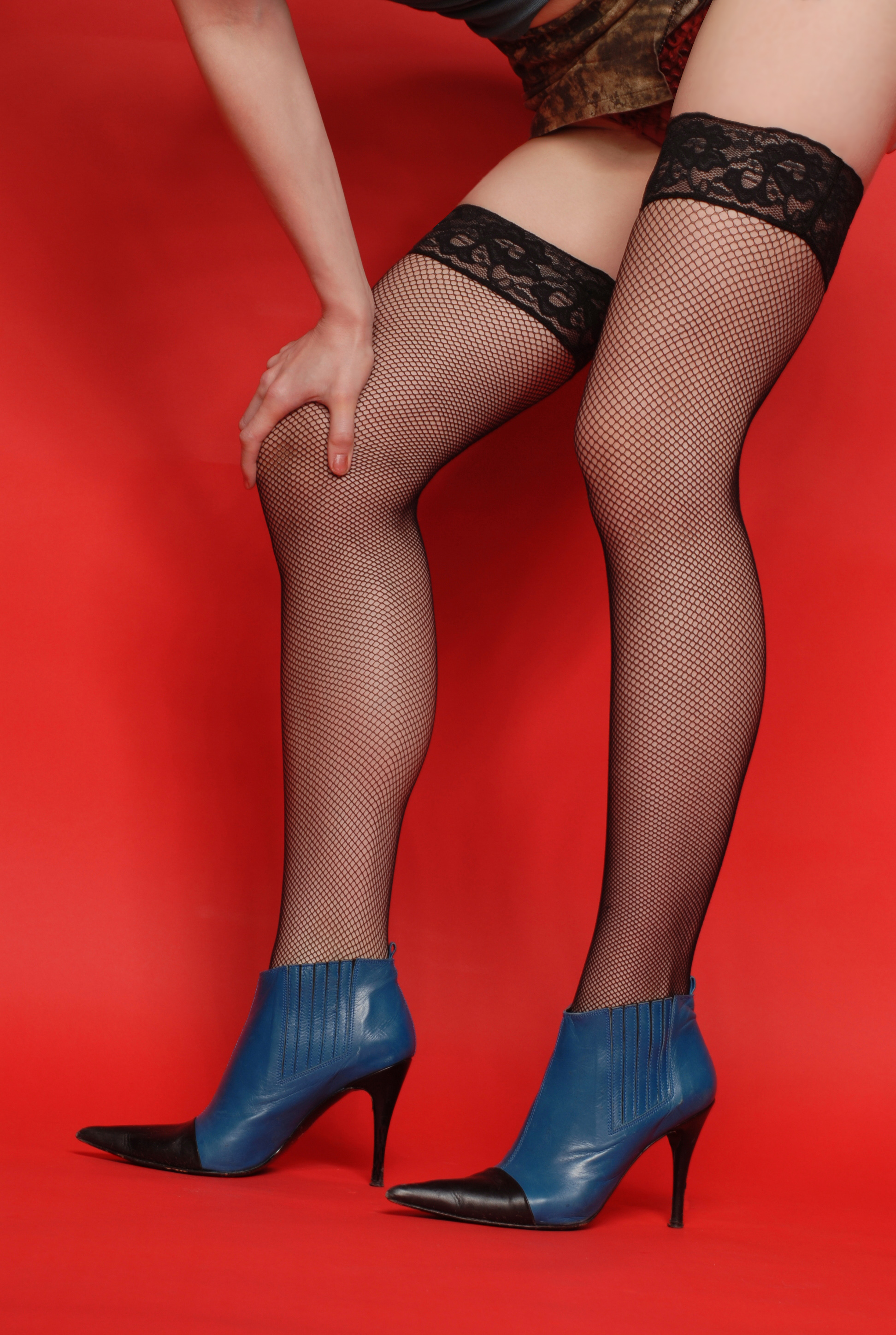
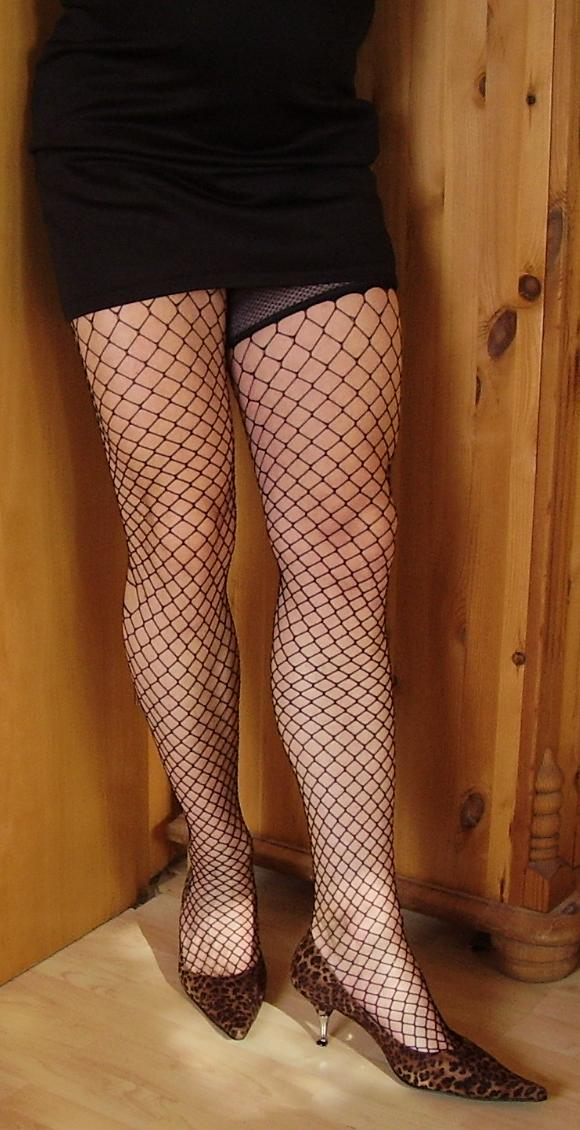
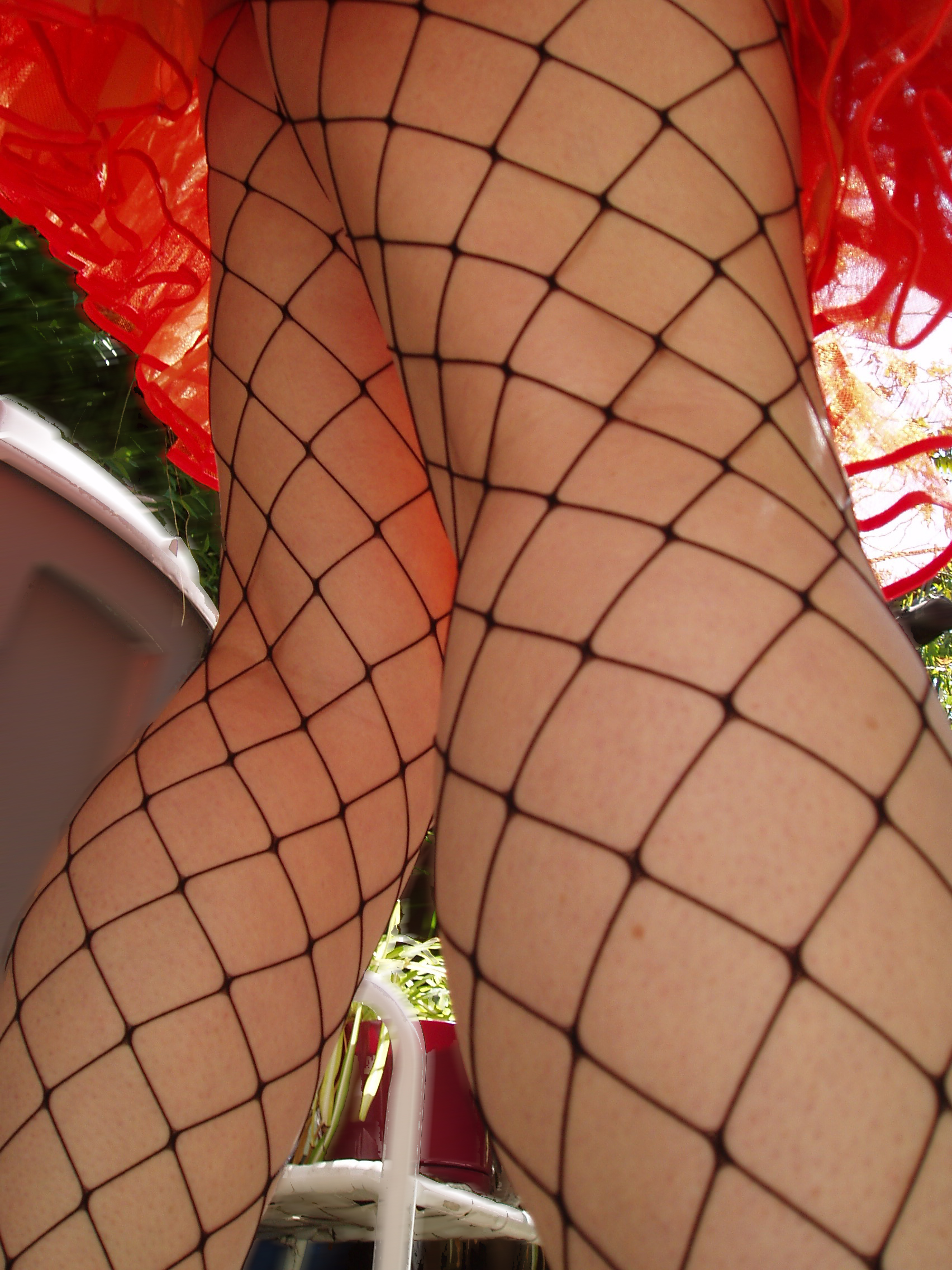
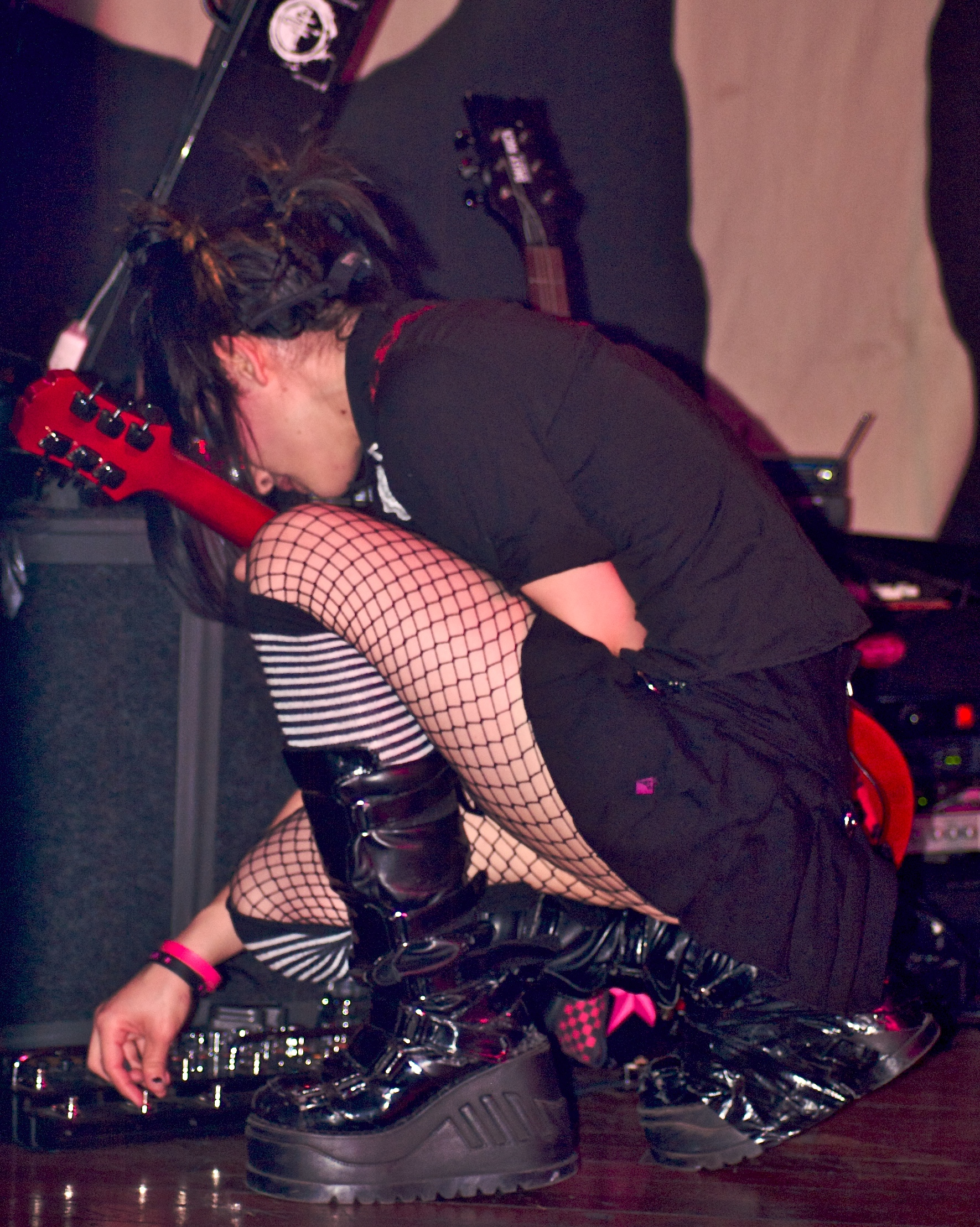